# Tvåtjärnarna (Offerdals socken, Jämtland, 704416-142230)
Tvåtjärnarna är en sjö i Krokoms kommun i Jämtland och ingår i Indalsälvens huvudavrinningsområde.